# 3211 Louispharailda
3211 Louispharailda este un asteroid din centura principală, descoperit pe 10 februarie 1931 de George Van Biesbroeck.